# Begraafplaats van Jemappes
De Begraafplaats van Jemappes is een gemeentelijke begraafplaats in de Belgische plaats Jemappes, een deelgemeente van Bergen. De begraafplaats ligt aan het einde van de Allée du Cimetière op ruim 600 m ten zuidoosten van het centrum (Église Saint-Martin). Het terrein heeft een onregelmatig grondplan en een licht golvend profiel met een bakstenen muur of een rasterafsluiting als omheining. Vanaf de Rue de l'Argilière voert een beboomde weg van 125 m naar de ingang. Op de begraafplaats staat niet ver van de ingang een monument voor de 26 gemeentenaren die stierven als gevolg van de vijandelijkheden tijdens de Eerste Wereldoorlog.

## Belgische oorlogsgraven

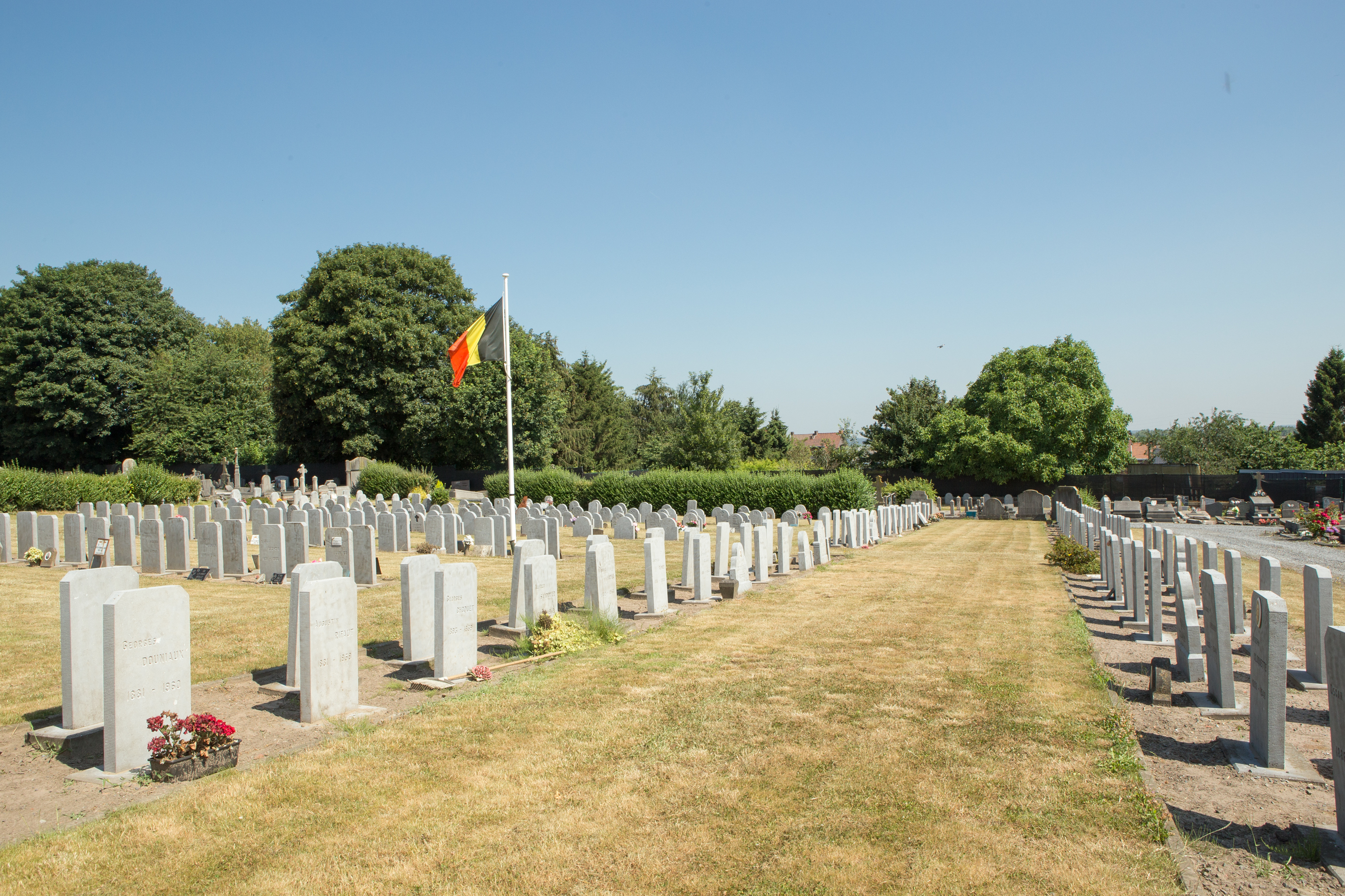
Belgische graven

Dicht bij de noordelijke rand van de begraafplaats ligt een ereperk met de graven van meer dan 300 gesneuvelden, weggevoerden, politieke gevangenen en oud-strijders uit de beide wereldoorlogen. Daarbij staat ook een gedenksteen voor de gesneuvelde en gefusilleerde gemeentenaren uit de Tweede Wereldoorlog. 

## Britse oorlogsgraven
Op de begraafplaats ligt een perk met 18 Britse gesneuvelden uit de Eerste Wereldoorlog. Daarbij zijn er 9 niet geïdentificeerde en enkele van hen liggen per twee onder één grafzerk. De meeste slachtoffers sneuvelden in november 1918 en werden pas na de wapenstilstand hier begraven. Onder de geïdentificeerde doden zijn er 5 Britten en 4 Canadezen.
- Frederick John Longworth, luitenant bij de Canadian Field Artillery werd onderscheiden met het Military Cross (MC).

De graven worden onderhouden door de Commonwealth War Graves Commission en zijn daar geregistreerd onder Jemappes Communal Cemetery.